# 里斯·詹姆斯 (1993年)
里斯·詹姆斯（英語：Reece James；1993年11月7日—）是一位英格蘭足球運動員，在場上司職後衛。現效力於英甲球隊唐卡士打。他曾經效力於曼聯。

## 榮譽
韋根
- 英甲冠軍：2015/16年；